# 1598 en musique classique
| \| • Retour à la chronologie générale de la musique classique • \| |
| Grèce • Rome • Haut Moyen Âge • VIIIe siècle • IXe siècle • Xe siècle • XIe siècle XIIe siècle • XIIIe siècle • XIVe siècle • XVe siècle • XVIe siècle • XVIIe siècle XVIIIe siècle • XIXe siècle • XXe siècle • XXIe siècle |
| • Retour à la chronologie générale de la musique classique • |

| Années en musique classique : 1595 - 1596 - 1597 - 1598 - 1599 - 1600 - 1601    |
| Décennies en musique classique : 1560 - 1570 - 1580 - 1590 - 1600 - 1610 - 1620 |

## Événements
- 1er février : Dafne (en) de Jacopo Peri sur un livret de Ottavio Rinuccini, créé au Palazzo Corsi à Florence. Il est considéré comme le premier opéra de l'histoire, dont la musique a été perdue[1].
- John Wilbye, premier livre de madrigaux

## Naissances

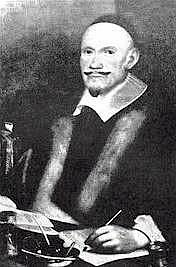
Johann Crüger

- 27 janvier : Giovanni Antonio Bertoli, compositeur et bassoniste italien († après 1645).
- 9 avril : Johann Crüger, compositeur, organiste, et théoricien de la musique allemand († 23 février 1662).
- 24 septembre : Giovanni Francesco Busenello, juriste, librettiste et poète italien († 27 octobre 1659).

Date indéterminée :
- Juan Pérez Bocanegra, moine franciscain, imprimeur et compositeur espagnol († 1631).
- Charles Racquet, compositeur et organiste français († 1er janvier 1664).

## Décès
- décembre : Giovanni Dragoni, compositeur et maître de chapelle italien (° vers 1540).
- Adrian Le Roy, luthiste, compositeur et imprimeur de musique français (° vers 1520).
- Hans Ruckers, facteur de clavecins flamand (° vers 1540).